# Kamutvete

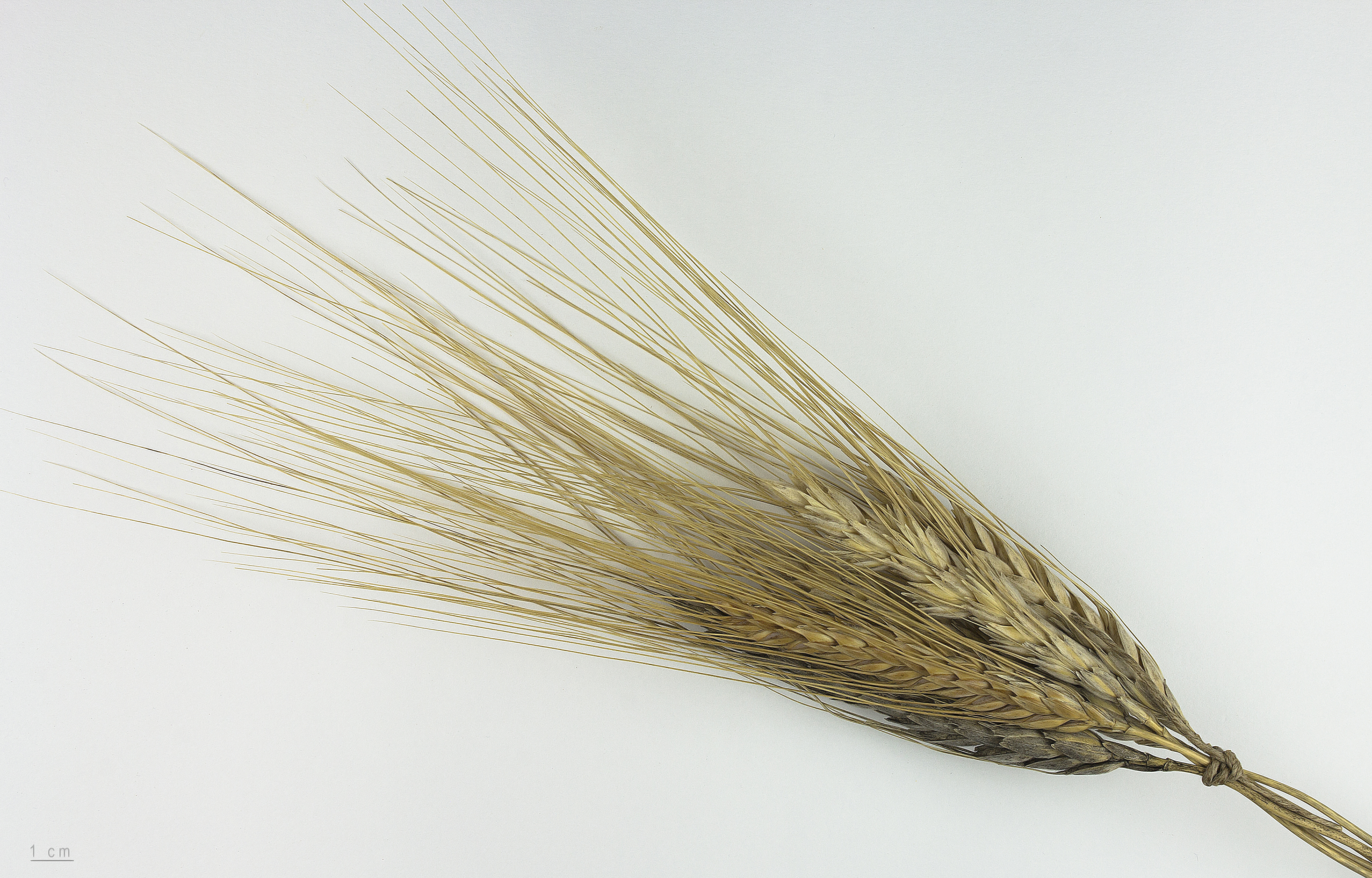
Triticum turgidum subsp. turanicum

Kamutvete (Triticum turanicum) är en gräsart som beskrevs av Moisej Markovič Jakubziner. Triticum turanicum ingår i släktet veten, och familjen gräs. Inga underarter finns listade i Catalogue of Life.
Kamutvete är en antik vetesort från Egypten (kamut tros vara det egyptiska ordet för vete) som är närmast släkt med durumvete.
Den falska historien säger att den återupptäcktes via kärnor som hittades i de egyptiska pyramiderna. Sant är dock att kärnorna 1949 köptes i Egypten och skickades till Montana, USA där de odlades med framgång, och långt senare registrerades under varumärket KAMUT.
Den har en dubbelt så stor kärna och innehåller mer proteiner, vitaminer och mineraler än andra vetesorter.
Den kan användas till det mesta som annan vete används till, framför allt bröd, pasta och som matvete.
En del personer som inte tål vanligt brödvete kan äta kamutvete.
Klassifikationen av kamut är omdebatterad. Att den tillhör triticum turgidum är klart, men undergruppen kan vara polonicum, turanicum, durum, eller en hybrid.

## Bildgalleri

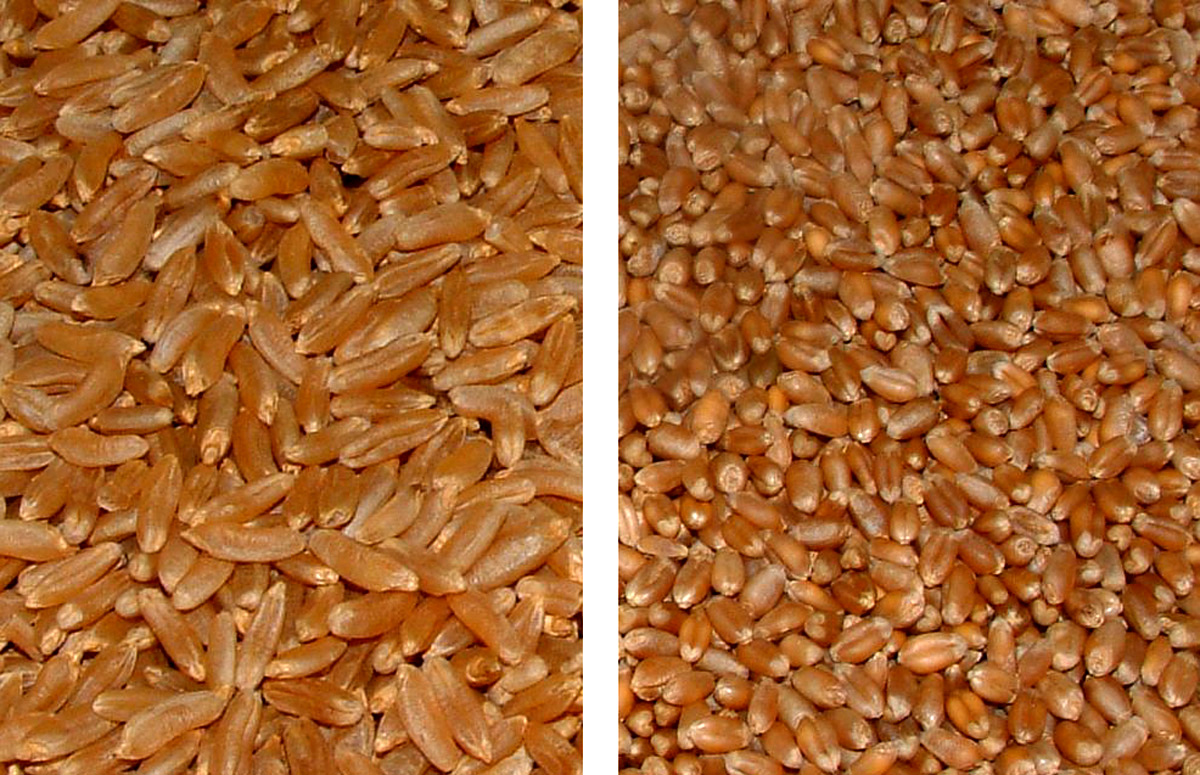
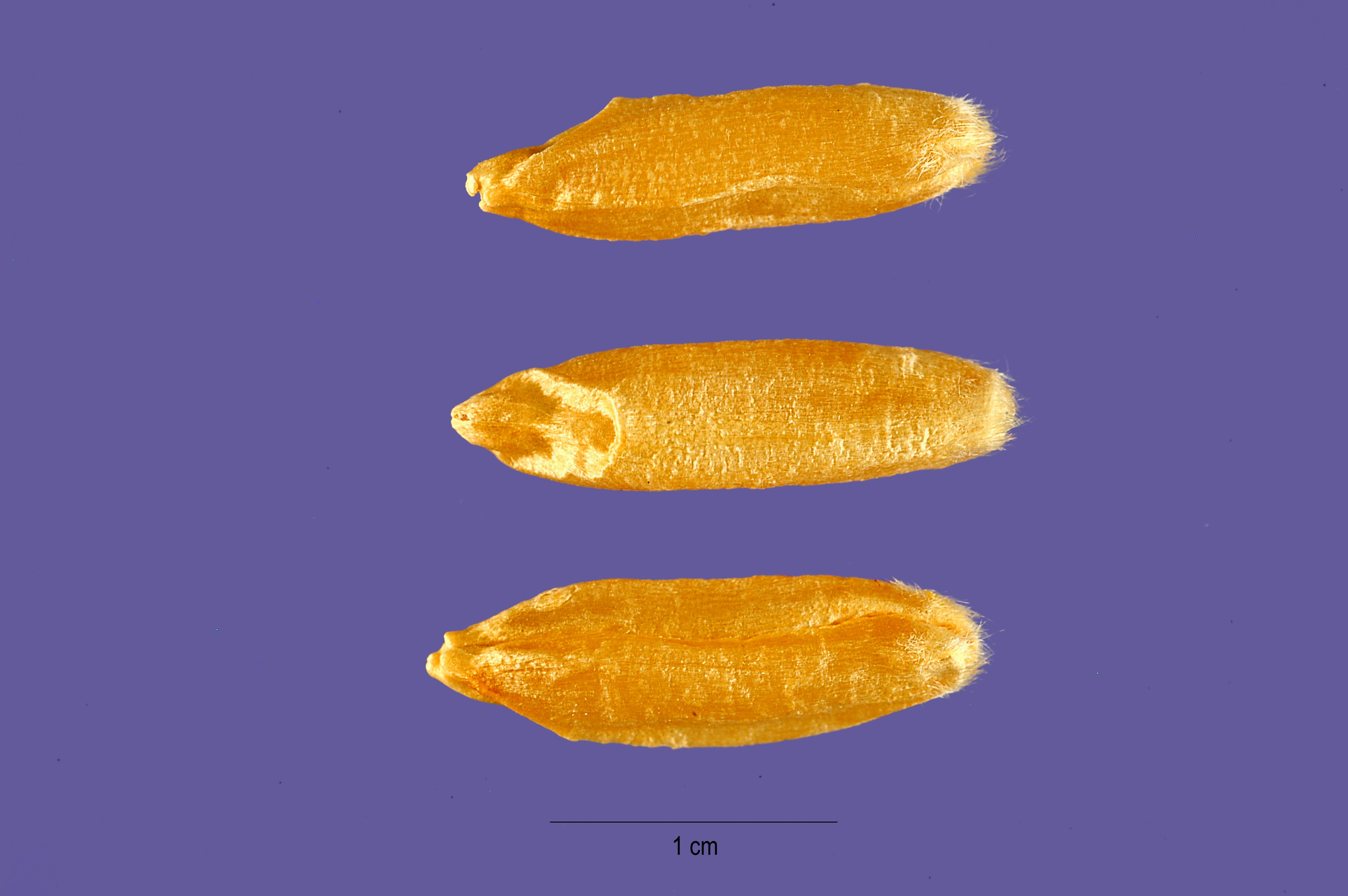
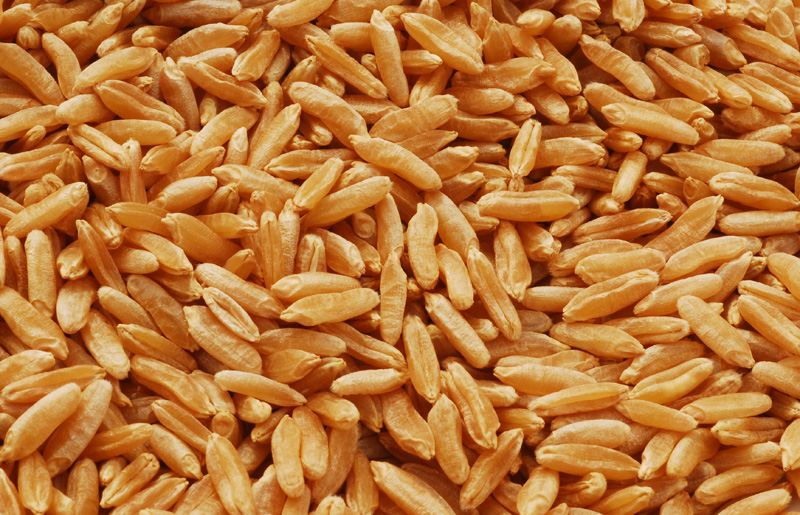